# Серпокрилець-крихітка
Серпокрилець-крихітка (Tachornis) — рід серпокрильцеподібних птахів родини серпокрильцевих (Apodidae). Представники цього роду мешкають в Південній Америці і на Карибах.

## Види
Виділяють три види:
- Серпокрилець-крихітка антильський (Tachornis phoenicobia)
- Серпокрилець-крихітка колумбійський (Tachornis furcata)
- Серпокрилець-крихітка неотропічний (Tachornis squamata)

Також з пізнього плейстоцену Пуерто-Рико відомий вимерлий вид Tachornis uranoceles.

## Етимологія
Наукова назва роду Aeronautes походить від сполучення слів дав.-гр. αερος — повітря і ναυτης — моряк.